# Borvo
Nel politeismo celtico e lusitano, Borvo (chiamato anche Bormo, Bormanus, Bormanicus, Borbanus, Boruoboendua, Vabusoa, Labbonus o Borus) fu una divinità della salute associata all'acqua sorgiva gorgogliante.

## Centri di culto
In Gallia fu particolarmente adorato a Bourbonne-les-Bains, nel territorio dei Lingoni, dove sono state ritrovate dieci iscrizioni relative a lui. Esistono altre due iscrizioni, una proveniente da Entrains-sur-Nohain e l'altra da Aix-les-Bains in Gallia Narbonense. Le tavolette votive relative a Borvo dimostrano che coloro che effettuavano le offerte chiedevano salute per se stessi o per altri. Molti dei siti in cui sono state rinvenute offerte a Borvo si trovano in Gallia: nel Drôme a Aix-en-Diois, nelle Bocche del Rodano a Aix-en-Provence, nel Gers a Auch, nell'Allier a Bourbon-l'Archambault, in Savoia a Aix-les-Bains, nel Saona e Loira a Bourbon-Lancy, in Alta Marna a Bourbonne-les-Bains e in Nièvre a Entrains. Alcuni reperti sono stati dissotterrati anche nei Paesi Bassi ad Utrecht, dove viene chiamato Boruoboendua Vabusoa Labbonus, ed in Portogallo a Caldas de Vizella ed a Idanha a Velha, dove è chiamato Borus ed identificato con Mars. Ad Aix-en-Provence lo si chiama Borbanus e Bormanus, a Caldas de Vizella in Portogallo veniva adorato come Bormanicus, ed a Burtscheid e Worms in Germania era Borbetomagus. In Italia lo troviamo in molti luoghi in area gallica e celto-ligure ad esempio alle origini della città di Bormio, per la presenza di fonti termali poi utilizzate dai Romani e del nome del fiume Bormida tra Liguria e Piemonte.

## Epiteti
In tutti i suoi centri di culto dove viene assimilato ad una divinità romana, Borvo viene equiparato ad Apollo. Molti dei locali venivano identificati con Apollo per il fatto di essere dei della salute. Aveva punti in comune con la dea Sirona, la quale era anch'essa una dea della salute e dell'acqua sorgiva, ma i due sono chiaramente distinti. Tra le varianti del suo nome vi sono Bormo e Bormanus (in Gallia) e Bormanicus (in Portogallo). I nomi Bormanus, Bormo e Borvo si trovano sulle iscrizioni come nomi di fiumi o di dèi delle fonti.

## Divinità correlate
Borvo è spesso associato ad una divinità consorte. Otto iscrizioni citano la dea Damona, tra cui la CIL 13, 05911
(CIL, 13: Tres Galliae et Germanae)
In altre zone, la moglie di Borvo è la dea Bormana. Bormana era in alcune zone venerata indipendentemente dalla sua controparte maschile. Gli dei come Borvo o altri, equiparati ad Apollo, proteggevano le sorgenti d'acqua, ed erano spesso associati a dee nel ruolo di marito o figlio. Si trova nel Drôme a Aix-en-Diois con Bormana ed in Saona e Loira a Bourbon-Lancy e nell'Alta Marna a Bourbonne-les-Bains con Damona, accompagnato dal ‘candido spirito’ Candidus nel Nièvre a Entrains. Nei Paesi Bassi ad Utrecht, come Boruoboendua Vabusoa Lobbonus, si trova in compagnia di un Ercole celtico, Macusanus e Baldruus.

## Etimologia
Le varianti Borus ~ Borvo ~ Bormo ~ Bormanus sembrano derivare dalla radice *boru-. Questa radice a sua volta sarebbe una variante del protoceltico *beru- ‘bollire’ e potrebbe aver significato ‘gorgogliare’. Parente stretto di questi nomi è il gallese berw  ‘bollente’, ed il goidelico bruich, 
‘bollire, cuocere’. I termini sono varianti della base protoindoeuropea *bhreue- ‘bollire, essere effervescente’ (cfr. Skt. Bhurnih ‘violento, passionale,' Gk. Phrear ‘pozzo, sorgente,' L. fervere ‘bollire, schiuma’, Thracian Gk. Brytos ‘liquore fermentato prodotto con l'orzo;' O.E. beorma ‘lievito;' O.H.G. brato ‘carne arrosto’ ) da cui deriva anche il termine inglese brew. Le forme protoceltiche delle varianti del nome furono probabilmente *Boru-s, *Borwon-, *Borumāno-s e *Borumān-iko-s, ed i nomi probabilmente significavano ‘bollitore’. La base di questi nomi è anche la fonte del nome del fiume Barrow. In irlandese il fiume si chiama fiume Bearú, il ‘bollitore’ e nella mitologia irlandese fu Dian Cecht, un grande guaritore di Túatha Dé Danann, che per primo fece 'bollire' il fiume. *Borvo- è la base da cui Macbain ricostruisce il termine irlandese borbhan, e che associa in seguito anche al gallese berw, ‘bollire’, al francese Bourbon ed al latino fervo, ‘bollire’.